# INTO THE LIGHT
『INTO THE LIGHT』（イントゥ ザ ライト）は、米川英之が2000年11月21日にリリースした4枚目のアルバムである。

## 解説
ソボーカル作品6曲とインストゥルメンタル作品6曲を収録。
2曲目の『Sand Castle』は三洋の携帯電話の着信音（登録メロディ）に採用された。
5曲目の『想い出にかわる季節』は1993年発売されたシングル「同窓会」の原曲であり、ライブでは以前より披露されていた作品である。
12曲目はシークレットトラックとして、タイトルは歌詞カードのみに記載されている。

## 収録曲
| 全作曲・編曲: 米川英之。 |                                                         |            |            |
| #                        | タイトル                                                | 作詞       | 作曲・編曲 |
| 1.                       | 「Overture」                                            |            | 米川英之   |
| 2.                       | 「Sand Castle」                                         |            | 米川英之   |
| 3.                       | 「Soul」                                                | 加藤健     | 米川英之   |
| 4.                       | 「Tower side story」                                    | 六ツ見純代 | 米川英之   |
| 5.                       | 「想い出にかわる季節」(ピアノ&シンセアレンジ：中島拓哉) | 加藤健     | 米川英之   |
| 6.                       | 「Cruisin'」                                            |            | 米川英之   |
| 7.                       | 「月に叫ぶ」                                            | 高柳恋     | 米川英之   |
| 8.                       | 「Broken Wings」                                        |            | 米川英之   |
| 9.                       | 「どこにもいないよ」                                    | 山田ひろし | 米川英之   |
| 10.                      | 「Paradise」                                            | 加藤健     | 米川英之   |
| 11.                      | 「Poteto Shffle」                                       |            | 米川英之   |
| 12.                      | 「・・・・・・・・・」(Secret Track (Rising))           |            | 米川英之   |

## 楽曲解説
1. Overture
2. Sand Castle
三洋の携帯電話の着信音（登録メロディ）として使用された楽曲。
3. Soul
4. Tower side story
5. 想い出にかわる季節
2ndシングル『同窓会』の元になった楽曲。
6. Cruisin'
7. 月に叫ぶ
8. Broken Wings
9. どこにもいないよ
10. Paradise
11. Poteto Shffle
12. Rising
元々はシークレットトラックとして収録されブックレット意外には『・・・・・・・・・』と記載されていたが2018年に米川のシングルは、2nd - 5thの4枚、アルバムは、1st - 8th(当時の最新)の8枚が『Apple Music』などに配信され本楽曲は『Secret Track (Rising)』というタイトルで収録された。